# Betty Bronson
Elizabeth Ada (Betty) Bronson (Trenton, 17 november 1906 – Pasadena, 19 oktober 1971) was een Amerikaans actrice.

## Carrière
Bronsons carrière begon in 1922, toen ze een figurantenrol in een film kreeg. Toch brak ze al snel door; in 1924 speelde ze Peter Pan in de film Peter Pan.
Hierna kreeg Bronson nooit meer zo'n grote rol in een succesvolle film, wel bleef ze in films spelen tot haar dood in 1971.

## Filmografie (selectie)
- 1924: Peter Pan
- 1925: Ben-Hur: A Tale of the Christ
- 1928: The Singing Fool
- 1961: Pocketful of Miracles
- 1964: The Nakes Kiss
- 1968: Blackbeard's Ghost